# Схерпеніссе
Схерпеніссе (нід. Scherpenisse) — село в нідерландській провінції Зеландія. Входить до муніципалітету Толен.
Його площа — 21,34 км², а населення станом на 2021 рік становило 1550 осіб.
Перша згадка про населений пункт датується 1204 роком.
До 1971 року мало статус окремого муніципалітету.

## Галерея

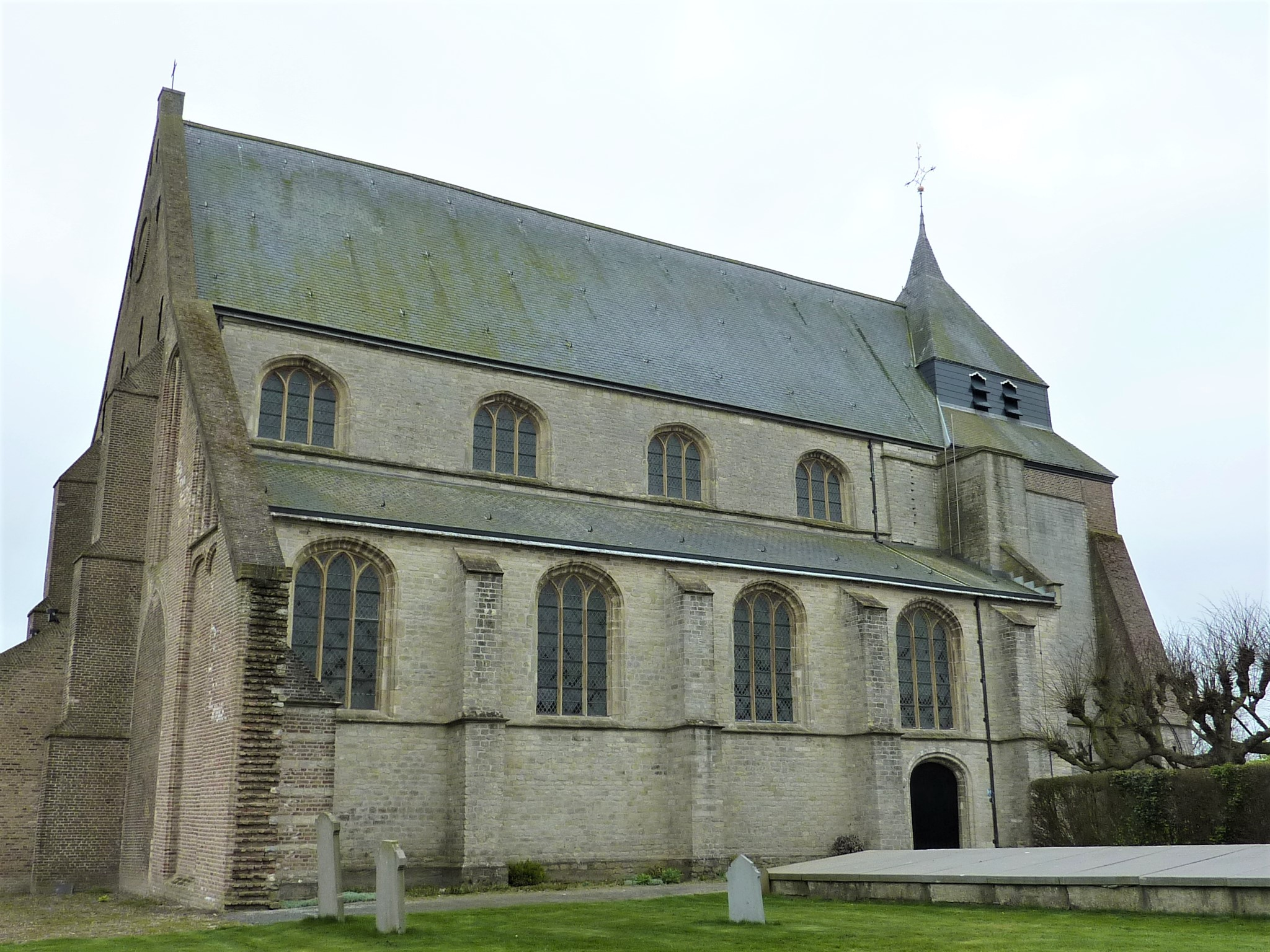
Реформістська церква
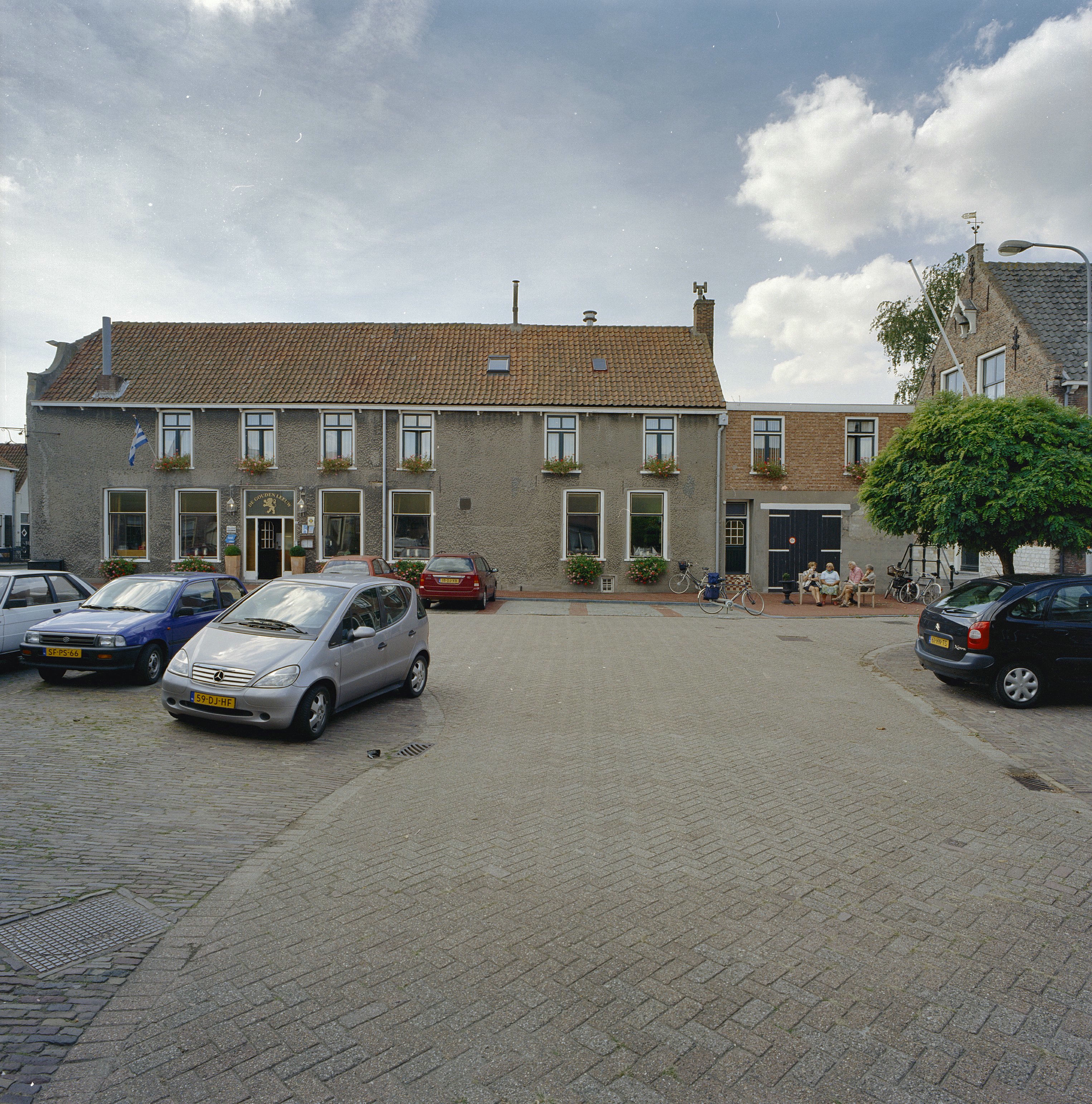
Готель-ресторан De Gouden Leeuw
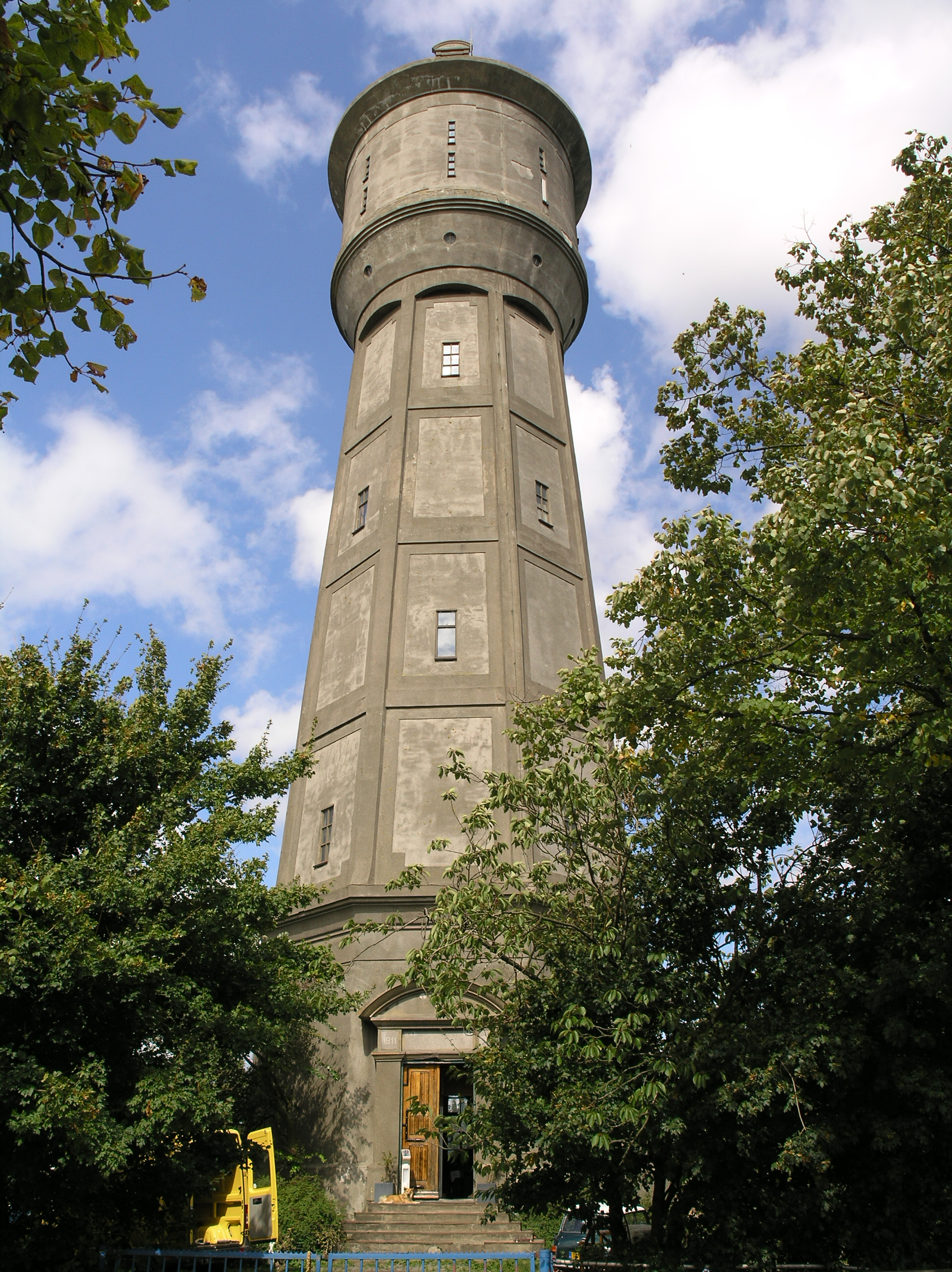
Водонапірна башта
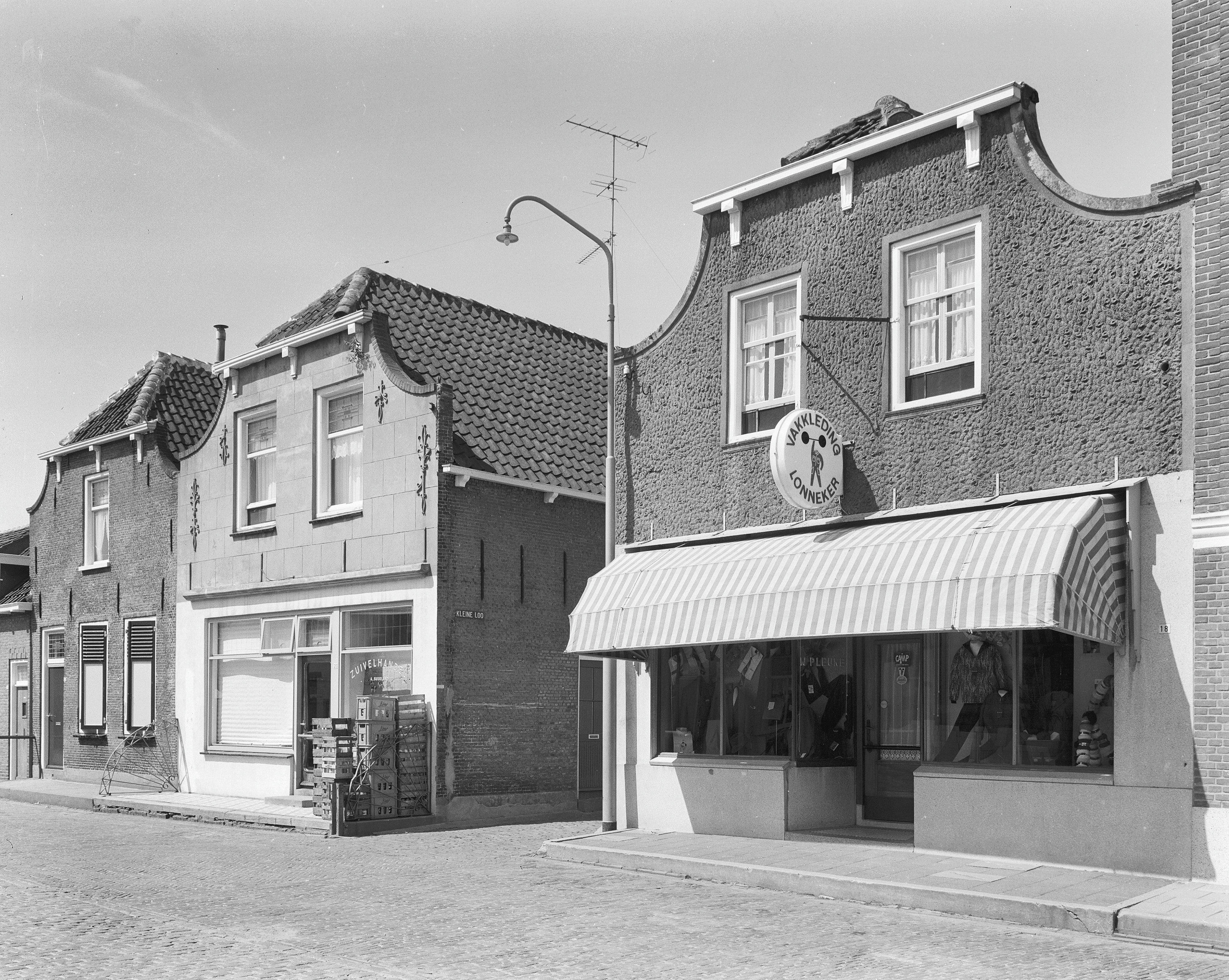
Магазини у Схерпеніссе